# Edward Flynn (Boxer)
Edward L. „Eddie“ Flynn (* 25. Oktober 1909 in New Orleans; † 7. Februar 1976 in Tampa) war ein US-amerikanischer Boxer.

## Leben
Flynn gewann die nationalen Meisterschaften 1931 und 1932. 1932 gewann er bei den Olympischen Spielen in Los Angeles die Goldmedaille. Auf dem Weg zu diesem Erfolg besiegte er Luis Sardella, Argentinien, Robert Barton, Südafrika, Dave McCleave, Vereinigtes Königreich, und Erich Campe, Deutsches Reich.
Mit einem Kampfrekord von 144 Siegen ohne Niederlage wechselte Flynn 1932 zu den Profis. Bis 1935 gewann er von 38 Kämpfen 28 (14 KOs) bei 7 Niederlagen und 2 Unentschieden. Schon vor seinem offiziellen Wechsel ins Profilager boxte Flynn unter einem Pseudonym als Profi in Florida.
1935 wurde Flynn eingezogen und kämpfte dann im Zweiten Weltkrieg. 2010 wurde er in die Florida Boxing Hall of Fame aufgenommen. Flynn arbeitete bis zu seinem Tod als Zahnarzt in Tampa.